# Senki fia (regény)
A Senki Fia Jules Verne regénye, amelyet 1891-ben fejezett be. Először a Magasin d'éducation et de récréation lapban jelent meg 1893. január elseje és december 15. között. A regényt november 23-án Pierre-Jules Hetzel adta ki két könyvben, Első lépések és Az utolsó út alcímmel, ezt a tagolást a magyar kiadások is követték.
Daudet Le Petit Chose-a (Kis Izé, 1868, szintén Hetzel kiadásában) Dickens (Twist Olivér, 1838) gyermekábrázolását honosította meg a francia irodalomban is. Az elfásult felnőttek nem értik meg a gyermek ezerszerte finomabb érzékenységét s fájdalmat okoznak neki. Verne, aki jól tud angolul, dickensi módra megedzi gyermekhősét: Senki fia üzletember lesz s nem szorul senki megértésére; ő támogat másokat. A könyv írásakor Verne ismerte Edmondo De Amicis (Szív, 1886) és Hector Malot (A Victimes d'amour trilógia harmadik kötete: Les Enfants, 1866) műveit is.

## Tartalom
Az Írországban játszódó történet főhőse az árva Senki Fia, akinek fejlődését követi az író háromtól tizenhét éves koráig. E közben megismerjük a szegénység legmélyebb bugyrait és eljutunk fényes főúri kastélyba is. Verne bemutatja Írország több városát, vidékét, a Killarney-i tavakat és Dublint is. A regény első felében a hősre csak megpróbáltatás vár, a másodikban a saját lábára állva nem csak magának, de társainak is létbiztonságot teremt.
|  | Alább a cselekmény részletei következnek! |

Fizetett mostoha neveli az árva Senki Fiát, akitől elszökik, egy vándor kíntornás teszi szolgájává. Egy jó lelkű plébános kiszabadítja, és a lelenc-házban helyezi el. A többi fiú lopásból és koldulásból él, Senki Fia nem hajlandó erre, ezért nem csak az intézet felnőtt dolgozói, de társai is kiközösítik. Egyetlen barátja a kamasz Grip, aki próbálja óvni, tanítani. A lelenc-ház leég, Senki Fia majdnem meghal. Az arra kocsikázó Anna Waston színésznő veszi magához, de mivel a gyerek tönkreteszi egyik előadását, ezért kidobja. A temetőben bujkáló gyereket a Mac Carthy házaspár veszi gondjaiba.
Mac Carthy-ék egy főúri birtok egyik majorját bérlik. A család befogadja Senki Fiát. A dolgos családot a nagymama dirigálja, Martin és Martine kedves, dolgos teremtések. Senki Fia beilleszkedik, boldog, keresztapja lesz Martinék unokájának. Ott léte negyedik évében a rossz időjárás miatt Mac Carthy-ék nem tudják kifizetni a bérleti díjat, ezért kilakoltatják őket, Senki Fia nem akar a terhükre lenni, ezért ott hagyja őket, egyedül Birk, a pásztor-kutya tart vele.
Vándorlása során talál egy pénztárcát, benne száz fonttal, egy vagyonnal, amit visszajuttatja Piborne márkinak, aki fia, Ashton szolgájának teszi meg. A regényben aki angol, az rossz és gonosz, Pibornék angolok. A regényben a gazdagok gonoszok, és Pibornék a leggazdagabb szereplők. Senki Fiának egyetlen támogatója akad, Kat, az idős cseléd. Amikor Pibornék utaznak, akkor Kat vigyáz Birkre, mert a kutyát nem lehet a kastélyba bevinni. Amikor Birk és Ashton egyik kutyája összeverekedik, Senki Fia elmenekül a márki szolgálatából.
Tizenegy évesen Corkba tart, útközben megmenti a hét éves Bob életét, aki csatlakozik hozzá. Corkban sikerrel üzletelnek gyufával, újsággal, sokat spórolnak. Összetalálkoznak Grippel, aki egy hajón fűtőként dolgozik. Ő is nógatja a két fiút, hogy menjenek Dublinba, mert az a lehetőségek városa. Bár egyre jobban alakul életük Corkban, elhagyják a várost.
Dublinben saját üzlethelyiséget bérelnek, ahol vegyeskereskedést nyitnak. A „Little Boy and Co.“ boltnak hamar híre megy, eleinte a fiatal tulajdonosok miatt, később a megbízható és jó árú termékek miatt, legsikeresebb a Bob kezelte játékrészleg. A bolt tulajdonosa tanácsokkal támogatja Senki Fiát, együtt utaznak Belfastba, ahol egy egész hajónyi árut vesznek meg egy árverésen. Senki Fia a hajóval utazik vissza Dublinba. A hajó viharba kerül, a fiút leszámítva mindenki elmenekül róla. Amikor a hajót a tulajdon megszerzése reményében halászok foglalják el, elbújik a ládák közt, csak akkor jön elő, amikor hivatalos személy lép a fedélzetre. Mivel végig a hajón volt, az áru és a hajó az övé.
A felhalmozott nyereséget élete segítőire fordítja. Sikerrel megkeresi Sissyt, akivel együtt volt a béranyánál, Gripet is beszippantják az üzletbe. Kat is a fiúkhoz költözik. S végül, hosszú keresés végén sikerül rálelnie az Ausztráliát is megjárt Mac Carthy családra. Megveszi, és nekik ajándékozza a tanyát, ahol négy évet töltött.
|  | Itt a vége a cselekmény részletezésének! |

## Szereplők
- Senki Fia
- Sissy, árva, Senki Fia első barátja
- hard, örökbefogadottak neveléséből élő nő, Senki Fiát és Sissy-t is gondozza, nevet nem kapott Vernétől
- Thornpipe, kíntornás, marionett komédiás
- O'Bodkins, az árvaház, rongyosok-iskolája, igazgatója
- Carker, az árvaház rossz fiúja
- Grip, az árvaházban Senki Fia védelmezője, majd a Vulcan fűtője, majd, Senki Fia üzlettársa
- Anna Waston, ünnepelt színésznő
- Elisa Corbett, Anna Waston szolgálója
- Mac Carthy nagymama, Márton édesanyja, nevet nem kapott Vernétől
- Márton Mac Carthy, 52, a Kerwan major bérlője,
- Martina Mac Carthy, Márton Mac Carthy felesége
- Murdock Mac Carthy, Márton és Martina idősebb fia, Kitty férje, a majorban él és dolgozik,
- Kitty, Murdock Mac Carthy felesége, a majorban él és dolgozik
- Patrick Mac Carthy (25), Márton Mac Carthy fia, matróz
- Simon Mac Carthy (19), Márton Mac Carthy fia, a majorban él és dolgozik
- Piborne márki, angol főnemes,
- Piborne márkiné, a felesége
- Ashton gróf, Piborne fia
- Scarlett, intéző a Piborne háznál
- Kat, mosónő a Piborne háznál,
- Bob, Senki Fia fiatal barátja
- O'Brien, nyugdíjba vonult dublini kereskedő
- Birk, a Mac Carthy család pásztorkutyája, Senki Fia elválaszthatatlan társa,

## Érdekességek
- Tengerjogi ismereteit csillogtatja Verne, amikor hajóroncsok tulajdonjogáról ír a regényben.
- Verne teljes szívvel áll az írek mellett, az angolok ellenében. „Az irek a francziák barátai és az angolok ellenségei ősidőktől fogva.“ - ez mindjárt a regény ötödik mondata. Több helyen (1/6, 2/4) is megemlíti, hogy „Hoche partra szállott, midőn 1796-ban tizennégyezer emberével a Franczia-köztársaság rendeletére segélyt hozott irlandi testvéreinek.“
- Anna Wastont megjelenését Verne Sarah Bernhardt francia színésznőről mintázta.
- Gyerek főszereplője van még A tizenöt éves kapitány (1878), Kétévi vakáció (1888) és Az Antillák világa (1903) regényeinek.
- Meghatározó ír szereplőt a A két Kip testvér regényben találunk még.
- A jó tett elnyeri jutalmát gondolat felbukkan a A tizenöt éves kapitányban, ahol a Weldon család felszabadítja rabszolgáit.
- A regényben olvasható John Playne siralma vers Verne költeménye, amelyet 1886-ban írt. Vernére jellemző, hogy az egyes művekben szereplő verseit évekkel korábban írja meg, mint az adott regényt.[2] A vers megtalálható Verne Kiadatlan költemények (Poésies Inédites) könyvében is.

## Magyar kiadások
A könyv magyar címe nem tükörfordítása a franciának(P’tit-Bonhomme, Kisfiú), a német Der Findling (A lelenc), spanyol Aventuras de un niño irlandés (Egy ír fiú kalandjai), olasz Venterre di un ragazzo (Egy fiú kalandjai), orosz Малыш (Kölyök) és az angol Foundling Mick (Ír árva) cím kevésbé drámai.
- Franklin-Társulat, 1896, fordító Gaal Mózes[3]
- Franklin-Társulat, 1924, fordító Gaal Mózes[3]
- Unikornis, 1998, fordító Benyhe János, grafikus: Sárkány Győző[3]